# مدرسه موسیقی الکترونیک برلین
برلین اسکول (مکتب برلین) (به انگلیسی: Berlin school) گونه‌ای از موسیقی الکترونیک بود که در دههٔ ۱۹۷۰ ظهور کرد. برلین اسکول به عنوان شاخه‌ای از کراوت‌راک، به این دلیل که بیشتر هنرمندان آن اهل برلین غربی واقع در آلمان بودند، به این شکل نام‌گذاری شد. این سبک توسط هنرمندانی چون تنجرین دریم، کلاوس شولتز و آش‌را شکل داده شد. از آثار موسیقایی منتسب به این مکتب گاهی با عنوان زیرشاخه‌ای از موسیقی نیو ایج یا موسیقی امبینت یاد می‌شود، اگرچه شکل‌گیری آن به پیش از همه‌گیر شدن این دو اصطلاح بازمی‌گردد.
شناسه‌های مشترک این سبک با موسیقی فضا، آن را از سبک ضرب-و-ریتم محور دوسلدورف اسکول، که شامل آثار هنرمندانی چون کَن، کلاستر (گروه موسیقی)، کرافت‌ورک و نیو! می‌شود، متمایز کرده‌است. این گروه‌های اخیر، تأثیر وسیع‌تری روی سبک‌های سینث‌پاپ و تکنو داشتند، در حالی که برلین اسکول سرچشمه‌ای برای سبک‌های امبینت، الکترونیکا، نیو ایج و ترنس بود.